# Убежище дьявола
«Убежище дьявола» (исп. El habitante) — фильм ужасов производства Bh5.
Премьера состоялась 7 октября 2017 года на Международном фестивале фантастических фильмов в Сиджесе (Испания). Премьера в Российской Федерации состоялась 26 июля 2018 года.

## Сюжет
Умирает Папа римский. В эту же ночь три сестры (Мария, Камила и Ана), по наводке, проникают на виллу мексиканского сенатора Хосе Санчес-Лермонтова с целью совершить кражу. Их не смущает отсутствие прислуги и охраны. Обнаружив пустой сейф, они, связывая сенатора и его жену Ангелику, начинают обыск дома. В подвале, откуда слышится подозрительный шум, преступницы находят парализованную дочь сенатора Тамару. Она без сознания и привязана к кровати, похоже, что над ней издевались. Грабительницы решают спасти Тамару, забрав её с собой, не предполагая, что пожалев несчастное дитя и освободив её от пут они выпустят на волю самого дьявола. Тамара, применив сверхъестественные способности, рассказывает прошлое трёх сестер, отмеченное отцовским насилием и предательством между ними. Она убеждает одну из сестер повеситься, а другую врезаться в грузовик. Она ранее довела до самоубийства своего брата Диего, ведь их отец когда-то сам призвал в Тамару дьявола. Хосе Санчес-Лермонтов приглашал многих священников, но это не помогло изгнать дьявола. Он пригласил кардинала из Рима. Хосе прервал обряд экзорцизма, но Ангелика застрелила мужа и застрелилась. Кардинал Педро Наталь и Мария закончили обряд и изгнали дьявола из Тамары. Педро Наталь был избран Папой римским и его показали по телевизору, но Марии показалось, что в него вселился дьявол.

## В ролях
| Актёр                                            | Роль                                                | Дублирует             |
| ------------------------------------------------ | --------------------------------------------------- | --------------------- |
| Мария Эволи                                      | Мария (Maria)                                       | Таисия Тришина        |
| Ванесса Рестрепо (исп. Vanesa Restrepo)          | Камила (Camila)                                     | Ольга Зубкова         |
| Карла Аделл                                      | Ана (Ana)                                           | Юлия Черкасова        |
| Габриела де ла Гарса (исп. Gabriela de la Garza) | Ангелика (Angélica)                                 | Ольга Сирина          |
| Флавио Медина (исп. Flavio Medina)               | Хосе Санчес-Лермонтов (José Sánchez-Lermontov)      | Владимир Рыбальченко  |
| Фернандо Бесерриль (англ. Fernando Becerril)     | кардинал Педро Наталь (Cardenal Pedro Natale)       | Андрей Гриневич       |
| Наташа Кубриа                                    | Тамара Санчес-Лермонтова (Tamara Sánchez-Lermontov) | Екатерина Мирошникова |
| Арнольдо Пикассо                                 | отец преступниц (Padre)                             | Андрей Градов         |
| Лиз Дьеппа (исп. Liz Dieppa)                     | в подростковом возрасте Камила (Camila adolescente) |                       |
| Луис Эдуардо Рейес                               | кардинал Рейес (Cardenal Reyes)                     |                       |
| Пабло Гиса Кёстингер                             | кардинал Гиса (Cardenal Guisa)                      |                       |
| Марта Тенорио                                    | мать преступниц (Madre)                             |                       |
| Джулиан Фидальго                                 | Диего Санчес-Лермонтов (Diego Sánchez-Lermontov)    |                       |

## Прокат
Премьера состоялась 7 октября 2017 года на Международном фестивале фантастических фильмов в Сиджесе (Испания).
1 февраля 2018 года фильм показан на Международном кинофестивале фантастических фильмов в Жерармере (Франция).
8 апреля 2018 фильм показан на Брюссельском международном фестивале фильмов в жанре фэнтези, научной фантастики и триллеров (Бельгия).
Премьера в Мексике состоялась 15 июня 2018 года.
Премьера в Российской Федерации состоялась 26 июля 2018 года.

## Критика
Фильм получил средние отзывы критиков на агрегаторе Rotten Tomatoes.
На агрегаторе Internet Movie Database рейтинг 5,2/10.